# 斗宿二
宿二 (λ Sgr / 人马座λ)是人马座的恒星。它标志出了射手的弓的顶部，因此其俗名为Kaus Borealis。它还标志出了所谓的星群“茶壶”的盖子。在中国古代天文学中，它是北方玄武中南斗中的第五颗。
斗宿二是一颗K光谱型的橙巨星。当前它的核心正在进行把氦聚变成碳和氧的反应。斗宿二距太阳系77光年，质量为太阳的2.3倍，光度为太阳的52倍，半径为太阳的11倍。
由于靠近黄道，斗宿二有时会被月球和行星（很少）掩食。最近一次的行星掩食发生在1984年11月19日，斗宿二被金星掩食。再上一次掩食发生在1865年12月5日，斗宿二被水星掩食。

## 语源
其英文名称Kaus Borealis源于阿拉伯语قوس ，意为“弧”和拉丁语boreālis ，意为“北方”。它的南方是其他恒星组成的“弓”：箕宿二和箕宿三。